# Penstemon papillatus
Penstemon papillatus är en grobladsväxtart som beskrevs av Howell. Penstemon papillatus ingår i släktet penstemoner, och familjen grobladsväxter. Inga underarter finns listade i Catalogue of Life.